# Jerzy Leśniak
Jerzy Leśniak (ur. 14 sierpnia 1957 w Nowym Sączu, zm. 20 sierpnia 2017 w Nowym Sączu) – polski dziennikarz, reporter, regionalista, autor i współautor książek i wydawnictw regionalnych, których tematyka związana jest z Nowym Sączem i Sądecczyzną.

## Życiorys
Był absolwentem I LO im. Jana Długosza w Nowym Sączu (1976) i Uniwersytetu Jagiellońskiego – nauk politycznych i dziennikarstwa (1980). Pracował m.in. w tygodniku „Dunajec” (1980-1988), „Gazecie Krakowskiej (kierownik oddziału w Nowym Sączu w latach 1989-1995), „Dzienniku Polskim” (1996-2003) oraz w Regionalnej Telewizji Kablowej w Nowym Sączu (1992-2001). Rzecznik prasowy Urzędu Miasta Nowego Sącza (2003-2006), redaktor naczelny tygodnika „Echo” w Nowym Sączu (1996) i kwartalnika „Nowy Sącz” (od 2005), członek komitetu redakcyjnego „Rocznika Sądeckiego” (od 2007). Wykładowca dziennikarstwa w Państwowej Wyższej Szkole Zawodowej w Nowym Sączu (od 2001). Współpracownik miesięcznika "Sądeczanin" (2008–2011), kwartalnika „Almanach Sądecki” (od 2010) i „Dobrego Tygodnika Sądeckiego” (od 2014), korespondent prasy polonijnej w USA, autor artykułów w „Kurierze Starosądeckim”, „Znad Popradu”, „MieścieNS”, a wcześniej w „Ziemi Sądeckiej”, „Głosie ZNTK” i „Głosie Sądeckim”, redagował „Głos Newagu (2006) i „Gazetę Chrobrego” (2008). Sekretarz Klubu Przyjaciół Ziemi Sądeckiej. Honorowy Obywatel Miasta Nowego Sącza.

## Wybrana bibliografia
- 75 lat Komunikacyjnego Klubu Sportowego Sandecja 1910–1985 (współautor: Ryszard Cybulski), 1986[5]
- Encyklopedia Sądecka (współautor: Augustyn Leśniak, Karol Leśniak), 2000[6]
- Sandecja. Minęło 90 lat (współautor: Daniel Weimer), 2001[7]
- Nowy Sącz – miasto niezwykłe (współautor: Piotr Droździk, Augustyn Leśniak), 2004
- Srebrne gody Sądeczoków, 2005
- Piórko i peleryna (współautor: Sławomir Sikora), 2006
- Nowy Sącz – z wieży ratuszowej (album – (współautor: Sławomir Sikora), 2006
- Od Warsztatów do Newagu. Od Louisa do Halnego (album – współautor: Sławomir Sikora, Jerzy Wideł), 2006
- Gród św. Kingi (album ze zdjęciami Adama Bujaka), 2007
- Panorama Kultury Sądeckiej (współautor: Sławomir Sikora), 2008
- Bóg, honor, ojczyzna. Sądeccy żołnierze i generałowie w służbie niepodległej Rzeczpospolitej (współautor Henryk Szewczyk), 2008
- Szkoła Chrobrego 1908-2008, 2008
- Perły Doliny Popradu (album ze zdjęciami Jerzego Żaka), 2009
- Druga młodość Starego Sącza 1990-2010 (współautor: Sławomir Sikora), 2010
- Nowy Sącz – Narwik. Opowieść o dwóch miastach – historia i współczesność. W 70. rocznicę kampanii norweskiej (współautorzy: Leszek Migrała, Sławomir Sikora), 2010
- Okno życia – S.O.S ks. kardynała Karola Wojtyły (współautor: Sławomir Sikora), 2010
- Bank Spółdzielczy w Nowym Sączu 1912–2012, 2012
- Tygodnik „Dunajec” 1980–1990 [w:] Prasa sądecka od zarania do dziś 1891–2011, 2012
- 100 lat sądeckich wodociągów (współautor: Leszek Migrała), 2012
- Sądeckie ścieżki – od Ziemi Świętej do Kalifornii. Reportaże z 25 krajów, 2012
- 101 sądeczan, 2012
- Owocowa Akademia. 60 lat Sadowniczego Zakładu Doświadczalnego w Brzeznej, 2013
- Nova w Nowym Sączu, 2014
- Biegonice w służbie św. Floriana, 2014
- Samorządna Korzenna 1990-2015, 2015
- Choć po lewicy, a wszelako prawy... Józef Oleksy 1946-2015, 2016
- Panorama sportu sądeckiego, I-II t. (współautor: Sławomir Sikora), 2016
- Nowa Encyklopedia Sądecka, 2017[8].

## Nagrody
- 1995 – I Nagroda Ogólnopolskiego Konkursu Dziennikarskiego im. Janusza Roszki
- 2000 – Allianz-Nauka
- 2009 – Nagroda im. Szczęsnego Morawskiego
- 2017 – Nagroda im. ks. prof. Bolesława Kumora (za całokształt twórczości)[9]